# Yale University
 "Yale" omdirigeres hertil. For andre betydninger af Yale, se Yale (flertydig).
Yale University er et amerikansk privat universitet i New Haven, Connecticut grundlagt i 1701. Universitetet er den tredjeældste højere uddannelsesinstitution i USA og det første, der uddelte en doktorgrad.
Yale er et af de 8 såkaldte Ivy League-universiteter i USA. 
Universitetet hed oprindelig Collegiate School, men ændrede navn i 1718 til ære for mæcenen Elihu Yale (1648-1721), som havde givet betydelige gaver til universitetet.
Sammen med Princeton University og Harvard University er Yale en del af 'The Big Three', der ofte anses som de tre mest prestigefyldt universiteter i USA; Stanford University og Massachusetts Institute of Technology inkluderet dog og ofte i denne gruppe. Yale og Harvard er blandt USA's mest kendte college-rivaler.
Optag ved Yale College er ekstremt kompetitivt. I 2019 ansøgte ca. 37.000 om optagelse, men blot 2.178 kom ind.